# Fausto Pinto
Fausto Manuel Pinto Rosas (Culiacán, 8 augustus 1983) is een Mexicaanse voetballer die sinds 2008 speelt bij Cruz Azul. Hij is 25 keer uitgekomen in het Mexicaans voetbalelftal  en won daarmee de CONCACAF Gold Cup in 2009. Hij speelt als linksback.
1 Corona  ·
3 Jiménez ·
4 Domínguez ·
5 Peña ·
7 Romo ·
9 Montoya ·
11 Hernández ·
12 Martínez ·
14 Domínguez ·
15 Rivero ·
16 Aldrete ·
17 Angulo ·
19 Yotún ·
20 Gutiérrez ·
21 Rodríguez ·
22 Baca ·
23 Aguilar ·
24 Escobar ·
25 Alvarado ·
28 Fernández ·
29 Giménez ·
30 Gudiño ·
31 Pineda ·
33 Jurado ·
Coach: Reynoso